# Kornhaus (Füssen)

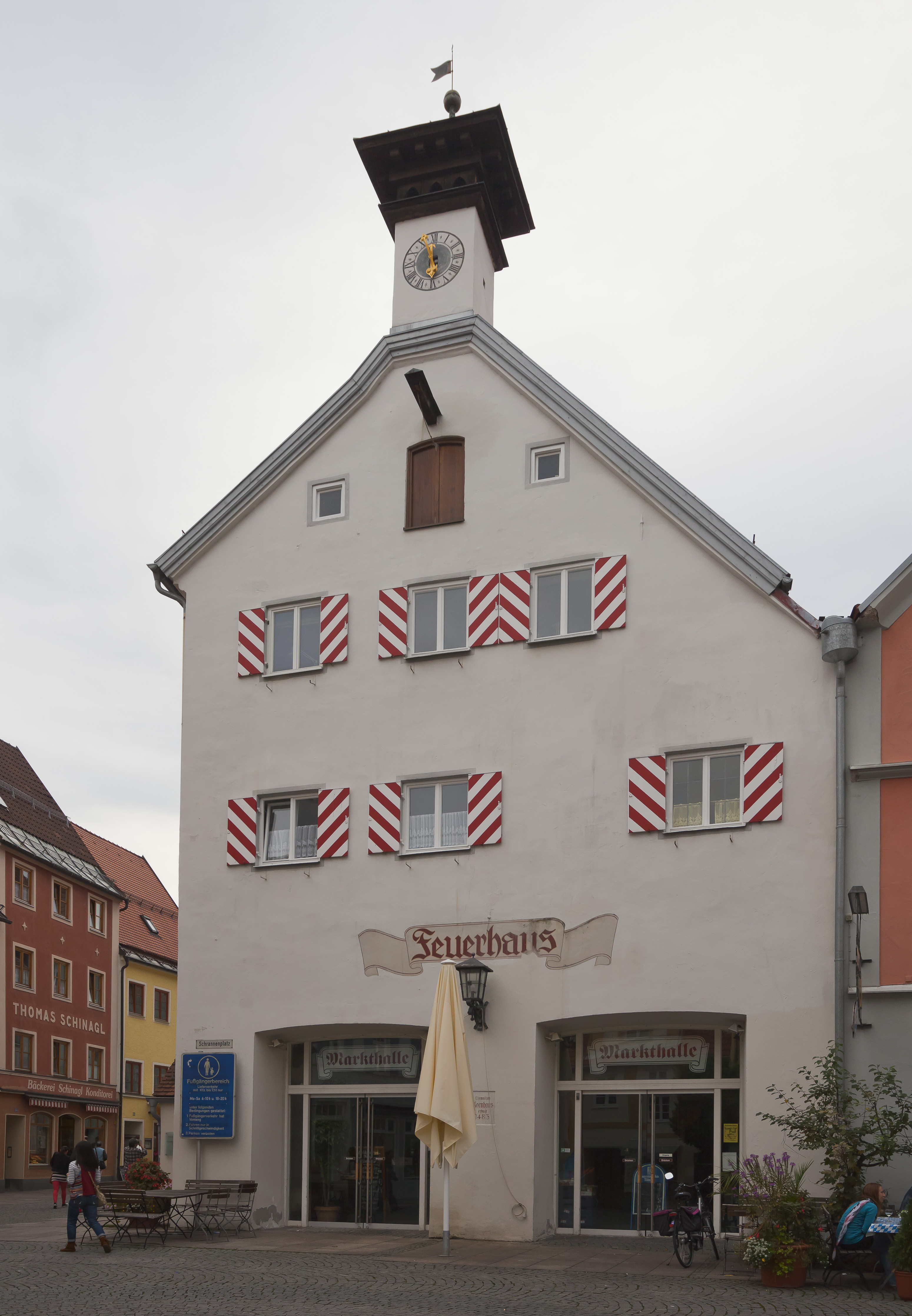
Kornhaus Füssen

Das Kornhaus in Füssen wurde im 15. Jahrhundert als Getreidespeicher erbaut und gehört zu den ältesten erhaltenen Häusern der Stadt. Im 20. Jahrhundert diente es zeitweise als Feuerwehrhaus. Danach wurde in ihm eine Verkaufshalle mit Lebensmittelständen und Bewirtung eingerichtet.

## Lage
Das Kornhaus steht an der Südseite des Schrannenplatzes und hat die Adresse Schrannengasse 12. Die Vorderseite zeigt zum Schrannenplatz, die Längsseite erstreckt sich entlang der Brunnengasse. Am Schrannenplatz stehen mehrere Gebäude aus dem 16. Jahrhundert, darunter westlich an das Kornhaus angrenzend eine ehemalige Weizenbrauerei, östlich gegenüber ein Gasthof und westlich gegenüber die ehemalige Stadtvogtei, die später als Kolpinghaus diente. Der 2013 errichtete Brotbrunnen erinnert an die Funktion des Platzes als Getreidemarkt.

## Geschichte
Das Kornhaus wurde 1483 als Ersatz für einen bereits vorher existierenden Getreidestadel erbaut. Der Getreidemarkt auf dem Schrannenplatz wurde seit mindestens dem 14. Jahrhundert bis ins späte 19. Jahrhundert jeden Samstag abgehalten. Er spielte für Füssen eine wichtige Rolle, da sich der Boden der Umgebung nur schlecht für den Getreideanbau eignete und die Stadt zur Deckung des Bedarfs auf die Einfuhr von Getreide angewiesen war. Füssen hatte ein Monopol für den lokalen Getreidehandel, der Handel außerhalb des Getreidemarkts war nicht erlaubt. Für das Wiegen und Aufbewahren des Getreides im Kornhaus mussten die Händler eine Gebühr entrichten.
Um 1570 wurde das Kornhaus im Erdgeschoss leicht baulich verändert. Von circa 1500 bis 1875 war im ersten Stock die städtische Schule untergebracht. Von 1910 bis 1998 diente das Haus als Feuerwehrhaus. Für die Einfahrt der Feuerwehrfahrzeuge mussten die Tore zum Schrannenplatz umgestaltet werden. Seit 1998 ist im Erdgeschoss die Markthalle eingerichtet, eine etwa 300 Quadratmeter große Verkaufshalle mit Ständen für regionale Lebensmittel und Feinkost und mit Sitzgelegenheiten und Bewirtung, in der auch Veranstaltungen stattfinden.

## Architektur
Das äußerlich einfache, spätgotische Gebäude hat auf dem Giebel ein quadratisches Uhrtürmchen mit flachem Zeltdach und Wetterfahne. Die Tore zum Schrannenplatz wurden modern umgestaltet. An der Längsseite ist ein Aufgang unter einem Pultdach. Im Erdgeschoss ist eine Pfeilerhalle mit zweimal vier Jochen mit Kreuzgratgewölbe über vier runden Freipfeilern und halbrunden Wandpfeilern. Die vorderen Joche sind mit leichtem Rahmenschmuck aus der Zeit der Renaissance versehen.